# Bertrand Pelletier
Bertrand Pelletier (Bayonne, 31 luglio 1761 – Parigi, 21 luglio 1797) è stato un farmacista e chimico francese.

## Biografia
Bertrand Pelletier era il figlio del farmacista Bertrand Pelletier (1729–1784) e di sua moglie Marie Sabatier. Dopo la formazione con il padre, che durò fino al 1778, continuò il suo apprendistato con Bernard Coubet a Parigi. Pelletier divenne amico di Jean d'Arcet (1725-1801) e Pierre Bayen (1725-1798). Nel 1782 divenne assistente di d'Arcet al Collège de France. Lo stesso anno, la sua prima pubblicazione sulle proprietà dell'acido arsenico venne pubblicata su Observations sur la physique, sur l'histoire naturelle et sur les Arts et Métiers di François Rozier.
Su raccomandazione di d'Arcet, Hilaire Rouelle lo nominò amministratore delegato della farmacia rue Jacob nel 1783. L'anno successivo, Pelletier divenne maestro farmacista, sposò Marguerite Sedillot, e comprò la farmacia di Rouelle. Dal 1783, Pelletier è stato studente presso la Facoltà di Medicina di Parigi.
Nel 1784, su suggerimento del cristallografo Jean-Baptiste Romé de L'Isle, Pelletier produsse cristalli di sale fortemente solubili a lenta evaporazione e inoculazione. Un anno dopo, confermò la scoperta di Carl Scheele, che il cloro può essere prodotto da acido cloridrico e manganese. Come Claude Louis Berthollet, Pelletier arrivò alla falsa conclusione che il gas risultante fosse una combinazione di acido cloridrico e ossigeno. Aderente alla teoria del flogisto di Carl Wilhelm Scheele, Pelletier seguì gli approcci più moderni di Lavoisier solo dopo il 1787. Dal 1785 al 1792 studiò il fosforo.
Durante la Rivoluzione francese, Pelletier fu membro del Bureau de Consultation des Arts et Métiers e della Commissione Temporaire des Arts. Nel 1790 intraprese due viaggi a Reims, dove superò gli esami per diventare medico. Nel 1792, Pelletier venne selezionato per essere un membro dell'Accademia francese delle scienze. Nel 1794, fu nominato assistente professore alla École polytechnique e nel 1795 fu scelto per essere membro dell'Institut de France, dove seguì il corso di chimica mineraria di Louis-Bernard Guyton-Morveau.

## Pubblicazioni
Informazioni tratte per lo più da Johann Christian Poggendorff: Biographisch–literarisches Handwörterbuch zur Geschichte der exacten Wissenschaften. Zweiter Band M–Z, Verlag von Johann Ambrosius Barth, Leipzig 1863, (p. 391–392) (online).

### Articoli
- 1782: Observations sur l’acide arsenical. In Observations sur la Physique, sur l’Histoire Naturelle et sur les Arts. Volume 19, (pp. 127–136) (online).
- 1782: Observations sur la Crystallisation artificielle du Soufre & du cinabre. In Observations sur la Physique, sur l’Histoire Naturelle et sur les Arts. Volume 19, (pp. 311–314) (online).
- 1782: Sur des Phénomènes observés dans la Chaux vive, dans la préparation de l’Acide phosphorique, & sur la décomposition du Phosphore par l'acide arsenical. In Observations sur la Physique, sur l’Histoire Naturelle et sur les Arts. Volume 19, (pp. 463–465) (online).
- 1782: Examen chymique. D’une Substance pierreuse, venant des mines de Fribourg en Brisgaw, désignée par les Naturalistes sous le nom de Zéolite; précédé de l’analyse de la Zéolite de Feroé. In Observations sur la Physique, sur l’Histoire Naturelle et sur les Arts. Volume 20, (p. 402) (online).
- 1784: Mémoire sur la cristallisation des Sels déliquescens, avec des observations sur les Sels en général. In Observations sur la Physique, sur l’Histoire Naturelle et sur les Arts. Volume 25, (pp. 205–219) (online).
- 1785: Lettre [de Pelletier] à M. Mongez le jeune, sur les schorls violets des Pyrénées. In Observations sur la Physique, sur l’Histoire Naturelle et sur les Arts. Volume 26,(pp. 66–67) (online).
- 1785: Observations diverses. Sur l’acide marin dephlogistiqué, relatives à l’absorption de l’air dephlogistiqué par l’acide marin. In Observations sur la Physique, sur l’Histoire Naturelle et sur les Arts. Volume 26, (pp. 389–397) (online).
- 1785: Suite des Observations. Sur l’acide marin dephlogistiqué . In Observations sur la Physique, sur l’Histoire Naturelle et sur les Arts. Volume 26, (pp. 452–455) (online).
- 1785: Nouvelles observations sur la formation des Éthers. In Observations sur la Physique, sur l’Histoire Naturelle et sur les Arts. Volume 26, (pp. 455–460) (online).
- 1785: Observations résultantes de l’opération du phosphore faite en grand. In Observations sur la Physique, sur l’Histoire Naturelle et sur les Arts. Volume 27, (pp. 26–32) (online).
- 1785: Extrait d’un Mémoire. Sur l’analyse de la plombagine et de la molybdène. In Observations sur la Physique, sur l’Histoire Naturelle et sur les Arts. Volume 27, (pp. 343–362) (online).
- 1785: Suite du Mémoire. Sur l’analyse de la plombagine et de la molybdène. Seconde Partie. De la molybdène. In Observations sur la Physique, sur l’Histoire Naturelle et sur les Arts. Volume 27, (pp. 434–447) (online)
- 1786: Extrait d’un Mémoire. Sur l’Ether acéteux, & sur un Sel particulier d’une nature analogue aux acides végétaux, ou Sels essentiels acides. In Observations sur la Physique, sur l’Histoire Naturelle et sur les Arts. Volume 28, (pp. 138–143) (online)
- 1787: Lettre [de Pelletier] à M. de La Metherie sur la rectification de l’Éther vitriolique, particulièrement de celui que l’on emploie pour les Arts. In Observations sur la Physique, sur l’Histoire Naturelle et sur les Arts. Volume 31, (pp. 178–179) (online).
- 1789: Lettre [de Pelletier] à MM. les rédacteurs du Journal de Physique, sur la molybdène d’Altemberg en Saxe. In Observations sur la Physique, sur l’Histoire Naturelle et sur les Arts. Volume 34, (pp. 127–129) (online).
- 1789: Extrait d’un seconde Mémoire sur le phosphore, Dans lequel il est traité de sa combinaison directe avec les Substances métalliques. In Observations sur la Physique, sur l’Histoire Naturelle et sur les Arts. Band 34, 1789, S. 193–201 (online).
- 1790: Extrait d’un Travail. Sur le Phosphore, dans lequel il est traité de sa combinaison avec le Soufre, &c. In Observations sur la Physique, sur l’Histoire Naturelle et sur les Arts. Volume 35, (pp. 378–384) (online).
- 1792: Observations sur plusieurs propriétés du muriate d'étain. In Observations sur la Physique, sur l’Histoire Naturelle et sur les Arts. Volume 40, (pp. 307–313) (online).
- 1792: Extrait d’un Mémoire. Sur les cendres bleues. In Observations sur la Physique, sur l’Histoire Naturelle et sur les Arts.  Volume 40, (p. 320) (online)[collegamento interrotto].
- 1790: Expériences sur le phosphate calcaire d’Estremadure. In Annales de Chimie. Volume 7, (pp. 79–96) – con Louis Donadei
- 1791: Moyen. Dont on peut faire usage, pour distinguer plusieurs mines de plomb spathiques, ou à l’état terreux, des sulfates de baryte, ou spaths pesans, avec lesquels on les confond quelquefois, proposé. In Annales de Chimie. Volume 9, (pp. 56–58) (online).
- 1791: Analyse de la terre phosphorique de Kobolo–Bojana, Près de Sigeth, dans le Comitat de Marmarosch, en Hongrie. In: Annales de Chimie. Volume 9, (pp. 225–234) (online).
- 1791: Observations sur l’affinage du métal des cloches. In Annales de Chimie. Volume 10, (pp. 155–161) (online).
- 1791: Analyse du Carbonate de Barite natif des mines de Zmeof, dans les monts Altaï, entre l’Ob et l’Irtiche, en Sibérie. In Annales de Chimie. Volume 10, (pp. 186–189) (online).
- 1792: Examen chimique des cendres bleues, et Procédé pour les préparer. In Annales de Chimie. Volume 13, (pp. 47–66) (online).
- 1792: Quatrième Mémoire sur le phosphore, faisant suite aux expériences sur la combinaison du phosphore avec les substances métalliques. In Annales de Chimie. Volume 13, (pp. 113–121) (online).
- 1792: Cinquième Mémoire sur le phosphore, faisant suite aux combinaisons du phosphore avec les substances métalliques. In Annales de Chimie. Volume 13, (pp. 121–143) (online).
- 1792: Rapport. Fait au Bureau de Consultation, sur la Colle–forte des os proposée par M. Grenet. In Annales de Chimie. Volume 13, (pp. 192–212) (online). – con Parmentier
- 1792: Sur la combinaison de l’étain avec le soufre. In Annales de Chimie. Volume 13, (pp. 280–311)  (online)
- 1792: Rapport. Faitau Bureau de Consultation, sur les moyens proposés par M. Jeanety pour travailler le Platine. In Annales de Chimie. Volume 14, (pp. 20–33) 20–33 (online). – con Berthollet
- 1792: Mémoire Sur les préparations des acides phosphorique et phosphoreux. Observations sur le phosphate de soude. In Annales de Chimie. Volume 14, (pp. 113–122) (online).
- 1792: Analyse du Carbonate de Potasse, & Observations sur ce Sel. In Annales de Chimie. Volume 15, (pp. 23–137) (online)
- 1797: Extrait d’un Rapport sur les essais faits à Romilli, pour opéret en grandi l’affinage du metal des cloches, afin d'en séparer le cuivre. In Annales de Chimie. Volume 20, (pp. 1–14) (online). d'Arcet
- 1797: Analyse de la terre de Houssage provenant de la decomposition de la pierre calcaire forte, des grottes du Pulo de Molfetta, en Pouille, envoyée au Cabinet minéralogique de l’hôtel de la Monnaie, en 1781, par le ministre de Naples. In Annales de Chimie. Volume 23, (pp. 33–35) (online).
- 1797: Observations sur diverses préparations barytiques. In Recueil périodique de la Société de Médecine. Volume 2, (pp. 48–52) (online).
- 1797: Note sur la présence de la strontiane dans le sulfate de baryte. In Bulletin des Sciences, par la Société Ühilomatique. Volume 1, (pp. 37) (online).
- 1798: Procédé pour dissoudre la gomme élastique dans l'éther sulfurique. In Mémoires de l'Institut National des Sciences et Arts. Volume 1, (pp. 56–57) (online).
- 1798: Observation sur la strontiane.  In Mémoires de l'Institut National des Sciences et Arts. Volume 1, (pp. 58–74) (online).
- 179? Extrait d’un Rapport Sur un alliage métallique envoyé par la commission des finances du Corps législatifs pour en faire l'examen. In Mémoires de l’Institut National des Sciences et Arts. Volume 3, (pp. 43–44) (online).

### Libri
- Description de divers procédés pour extraire la soude du sel marin. Paris 1794? (online).
- Instruction sur l’art de séparer le cuivre du métal des cloches. Paris 1794? (online). –  mit d'Arcet
- Charles Pelletier (Hrsg.): Memoires et observations de chimie de Bertrand Pelletier. 2 Bände, Croullebois, Paris 1798 (Band 1, Band 2).

## Studi
- Paul Dorveaux: Apothicaires membres de l’Académie des Sciences: XIII. Bertrand Pelletier. In: Revue d’histoire de la pharmacie. Band 25, Nummer 97, 1937, S. 5–24 (online)
- W. A. Smeaton: Pelletier, Bertrand. In: Complete Dictionary of Scientific Biography. Band 10, Charles Scribner’s Sons, Detroit 2008, S. 496–497 (online).